# Irma Grampa
Irma Grampa de Antequeda (n. Buenos Aires; 15 de octubre de 1920 - f. desconocido) es una atleta olímpica argentina, en la especialidad de esgrima. Realizó competencias como el individual de damas en la subespecialidad de florete en los Juegos Olímpicos de Londres 1948.
Después de volver de Londres en 1948, Rodolfo Valenzuela recibió la orden de Perón de darle a ella y a la nadadora Enriqueta Duarte, una casa, un auto y 500 mil pesos; nunca los recibieron y años después cuando la citaron a declarar al Comité Olímpico Argentino se enteró de que habían falsificado su firma en un documento referido a ese hecho y lo mismo le pasó a Enriqueta Duarte.

## Palmarés

### Podios en Campeonatos importantes
- 1951: 2ª en los Juegos Panamericanos, con florete.[2]
- 1955: 2ª (medalla de plata) en los Juegos Panamericanos, con florete.[4]
- 1963: medalla de bronce en los IV Juegos Panamericanos de Sao Paulo, con florete.
- 1967: semifinalista V Juegos Panamericanos, con florete, Winnipeg, Canadá.[5]